# Symbian
Symbian je mobilni operativni sustav i računalna platforma napravljena za pametne telefone i trenutno je održava tvrtka Accenture. Symbian platforma je naslijedila Symbian OS i Nokia S60. Za razliku od Symbian OS-a, koji je zahtijevao dodatan sustav korisničkog sučelja, Symbian već sadrži komponentu korisničkog sučelja zasnovanu na S60 5th Edition. Najnovija inačica, Symbian^3, službeno je izdana u četvrtom kvartalu 2010. godine te prvi put upotrijebljena u Nokiji N8. U svibnju 2011. službeno je najavljena nadogradnja - Symbian Anna, nakon koje je slijedila Symbian Belle (prethodno nazivana Nokia Belle) u kolovozu 2011.
Symbian OS razvila je tvrtka Symbian Ltd. On je nasljednik Psionovog EPOC-a i može se izvoditi isključivo na ARM procesorima, iako postoji još uvijek neobjavljeni x86 port.
Symbian Ltd. osnovan je 24. lipnja 1998. kao zajednički pothvat tvrtki Ericsson, Nokie, Motorole i Psion-a, kako bi se iskoristilo približavanje mobitela i dlanovnika. Vlasnička struktura je na početku glasila: Nokia (56.3%), Ericsson (15.6%), Sony Ericsson (13.1%), Panasonic (10.5%), Samsung (4.5%). Deset godina poslije, 24. lipnja 2008., Nokia je najavila isplatu ostalih partnera (tj. kupovinu svih dionica).
Neke procjene ukazuju da je ukupni broj isporučenih mobilnih uređaja sa Symbian OS-om do kraja drugog kvartala 2010. godine iznosio 385 milijuna.
Nokia je 5. svibnja 2011. izdala Symbian pod drugom licencijom i pretvorila ga u vlasnički model dijeljenih resursa, za razliku od projekta otvorenog koda kakav je bio.
Nokia je 11. veljače 2011. najavila da će migrirati sa Symbiana na Windows Phone 7. Nokijin predsjednik uprave, Stephen Elop najavio je Nokijine prve ikada Windows Phone uređaje na Nokia World 2011 - Lumia 800 i Lumia 710.
Ti uređaji su lansirani na tržište 14. studenoga 2011.
Nokia je 22. lipnja 2011.  postigla dogovor s Accentureom kao svojim programom outsourcinga. Accenture će Nokiji osigurati razvijanje softvera i službu za podršku za Symbian do 2016. Nokia je do 2012. napustila razvoj tog operatinog sustava, a većina razvojnih programera napustila je Acenture.

## Vanjske poveznice
- Službene stranice Symbiana (na engleskom jeziku)